# Cleópatra Testando Venenos em Criminosos
Cleópatra Testando Venenos em Criminosos (em francês:  Cléopâtre essayant des poisons sur des condamnés à mort) é uma pintura de 1887 pelo artista francês Alexandre Cabanel. A obra possui 162,6 cm de altura por 287,6 cm de largura e é atualmente mantida no Museu Real de Belas Artes de Antuérpia.
A obra retrata Cleópatra, faraó do Egito, sentada em um banco e observando os efeitos de seus venenos em prisioneiros condenados à morte se contorcendo de dor, assim como descrito nas Vidas Paralelas de Plutarco. É considerada uma obra canônica do orientalismo do século XIX e foi usada como base para peças de teatro e primeiros filmes.